# ورم حبلي
ورم حبلي (بالإنجليزية: Chordoma) هو ورم نادر يحدث عادة في العمود الفقري وقاعدة الجمجمة، وهو ورم خبيث ينمو ببطء، ويمكن أن ينتشر إلى الأعضاء الأخرى وعادة الرئتين، لكنه لا يمثل سوى حوالي 1٪ من جميع أورام العظام الخبيثة.

## الوصف
يتشكل في العمود الفقري في وقت مبكر من بداية مراحل تطور الجنية. معظمه يحدث عند قاعدة العمود الفقري (عجز)، في عجب الذنب (العصعص) أو في قاعدة الجمجمة (40 ٪)، ولكنه يمكن أن يحدث في أماكن أخرى في العمود الفقري. ومعظم المرضى الذين يعانون من ما بين 40 و70 سنة من العمر، وأحيانا يمكن أن يحدث هذا الورم في المرضى الأصغر سنا، حتى الأطفال. متوسط أعمار المصابين حوالي 55 عاما.

## معدل الإنتشار
هو أحد الأمراض شديدة الندرة إذ يبلغ معدل الإصابة به 1 من كل مليون كل عام.